# Conus circumactus
Conus circumactus is een in zee levende slakkensoort uit het geslacht Conus. De slak behoort tot de familie Conidae. Conus circumactus werd in 1929 beschreven door Iredale. Net zoals alle soorten binnen het geslacht Conus zijn deze slakken roofzuchtig en giftig. Zij bezitten een harpoenachtige structuur waarmee ze hun prooi kunnen steken en verlammen.